# Omphalocarpum procerum
Omphalocarpum procerum är en tvåhjärtbladig växtart som beskrevs av Ambroise Marie François Joseph Palisot de Beauvois. Omphalocarpum procerum ingår i släktet Omphalocarpum och familjen Sapotaceae. Inga underarter finns listade i Catalogue of Life.

## Bildgalleri

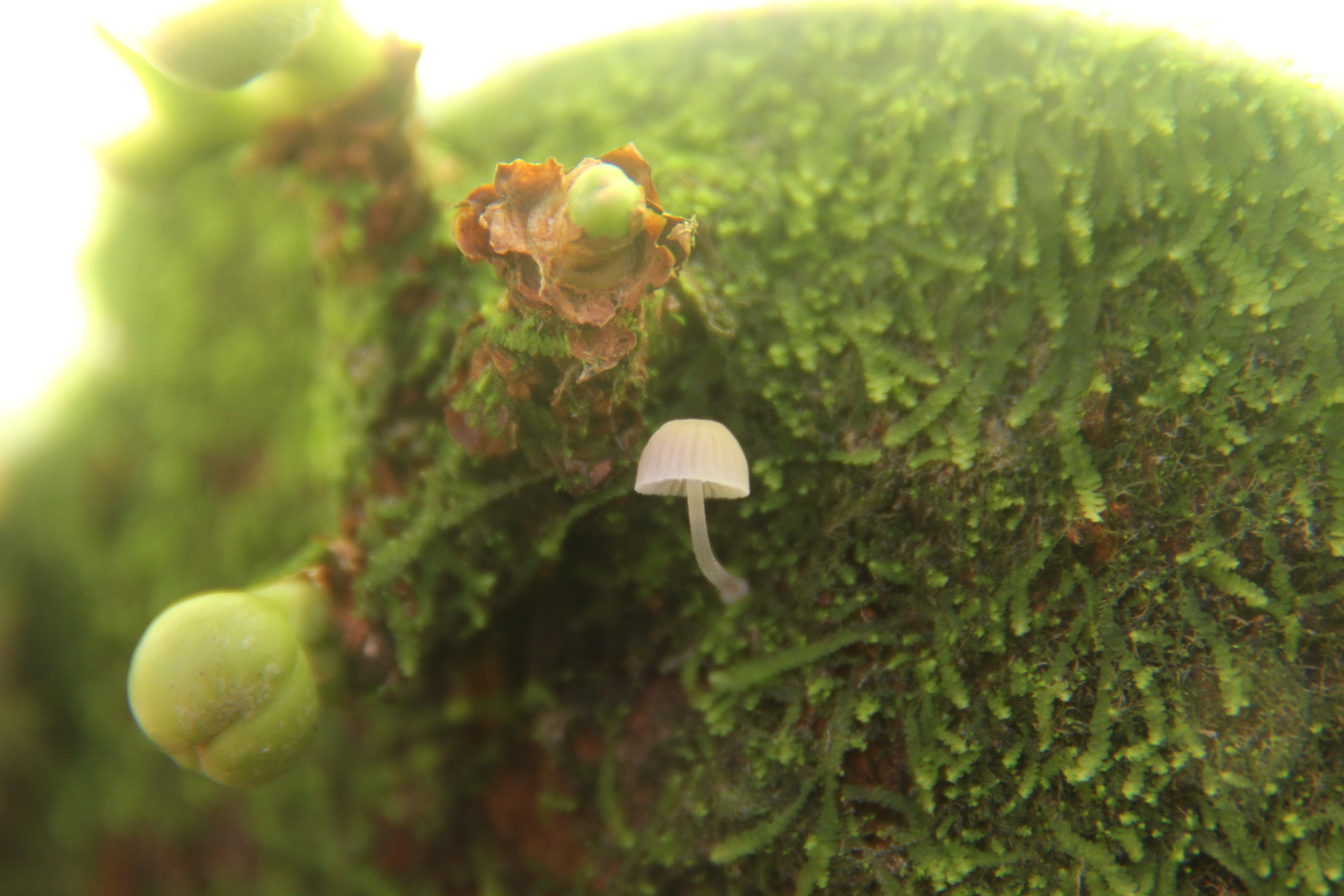
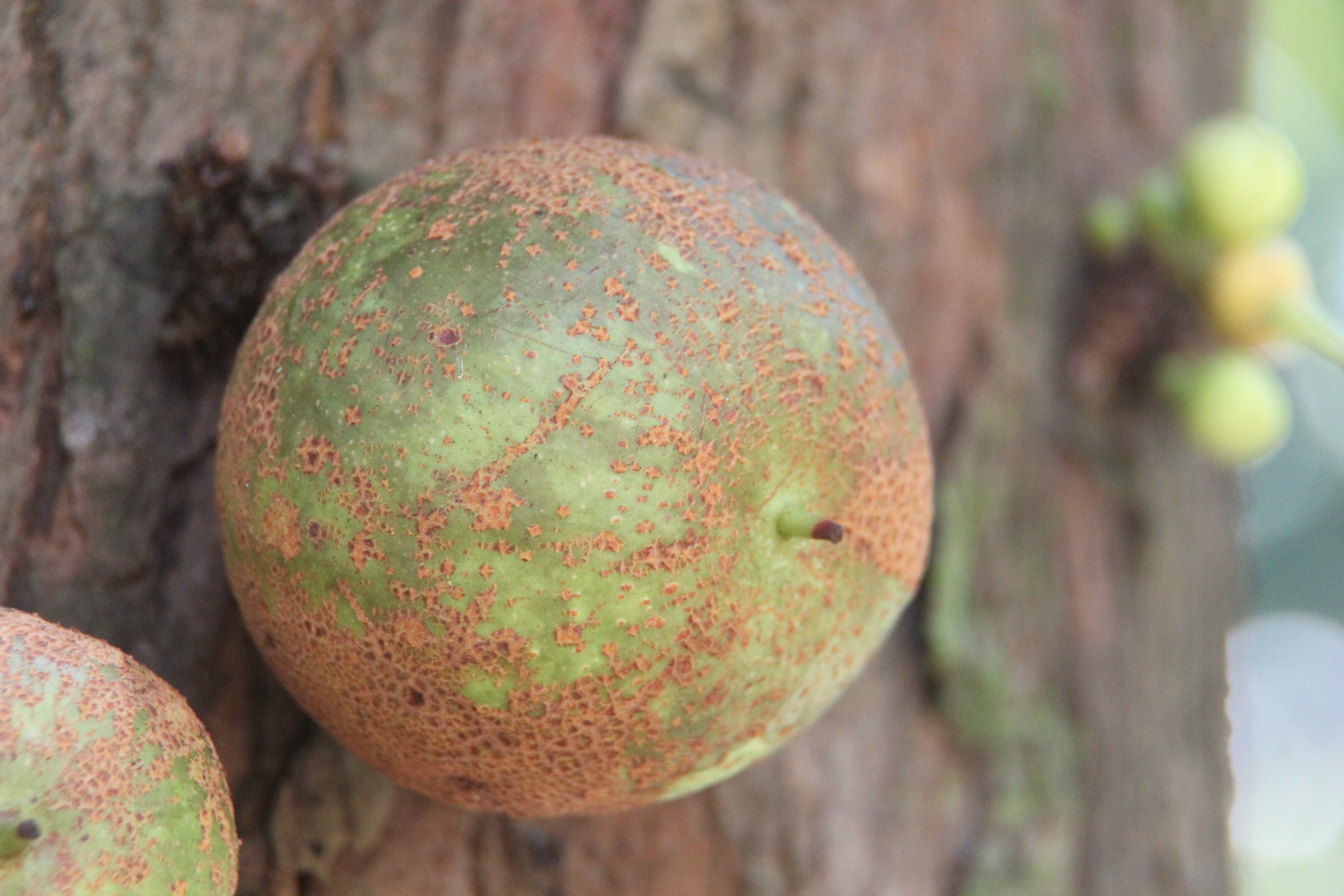
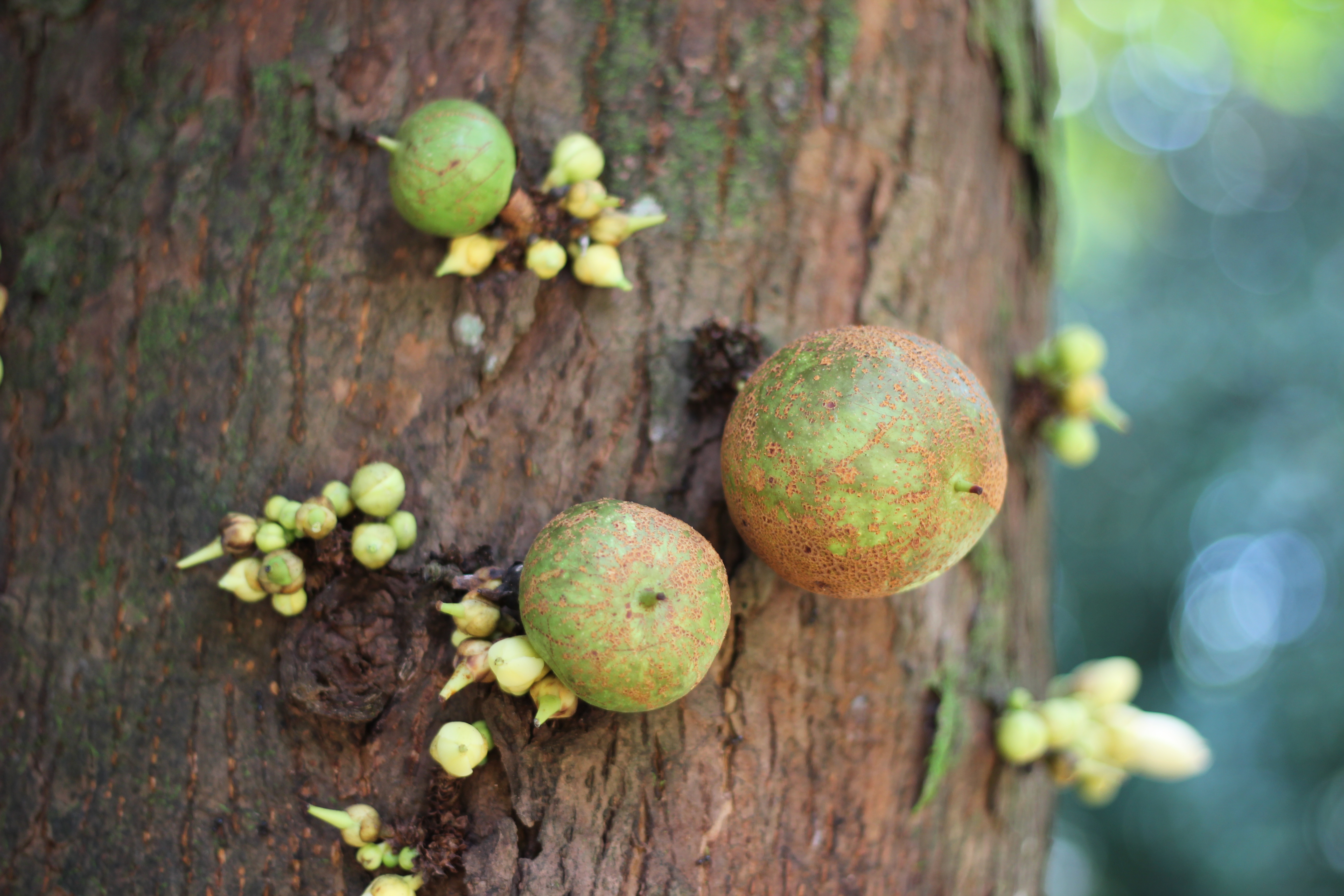
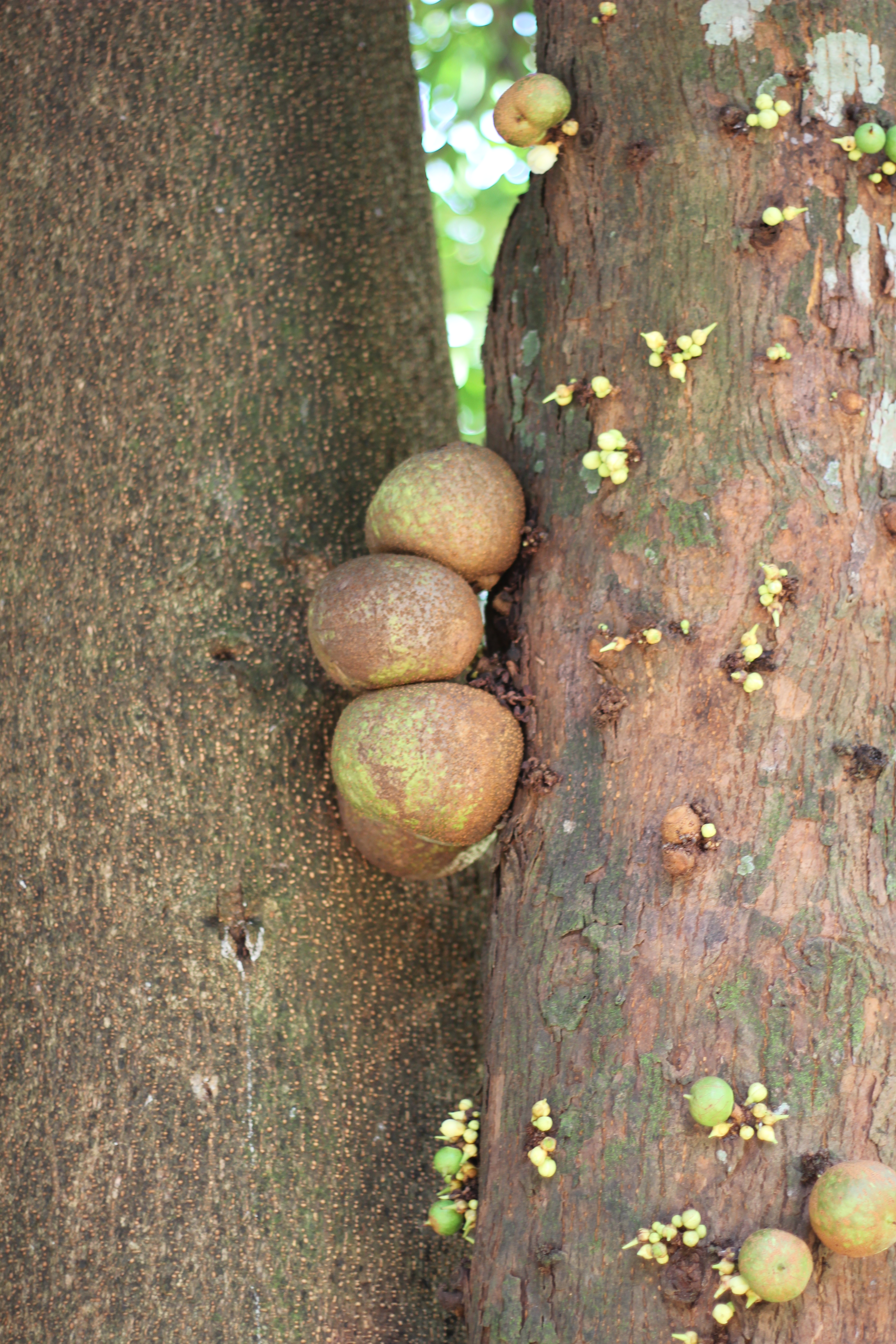